# Now Gallery
Now Gallery fue una galería de arte en ciudad de Nueva York en East Village, Manhattan, activa en 1983-1989. El director y propietario Jacek Tylicki ha sido reconocido como un importante promotor de artistas emergentes.
En cooperación con la Fashion Moda en el Bronx y junto con la Fun Gallery, introdujo el arte urbano y graffiti de Nueva York en el mundo del arte convencional. Now Gallery, abarrotado con artistas, intérpretes de arte, músicos y poetas inició el auge del arte de East Village (Manhattan) de la década de 1980.
Entre otros, los artistas exhibidos en la Now Gallery entre 1983 y 1989 incluyen:
- Jean-Michel Basquiat
- Mike Bidlo
- Stefan Eins
- Ron English
- Keith Haring
- Mark Kostabi
- Willoughby Sharp
- Jacek Tylicki
- Krzysztof Wodiczko